# Zofia Ostrihanska

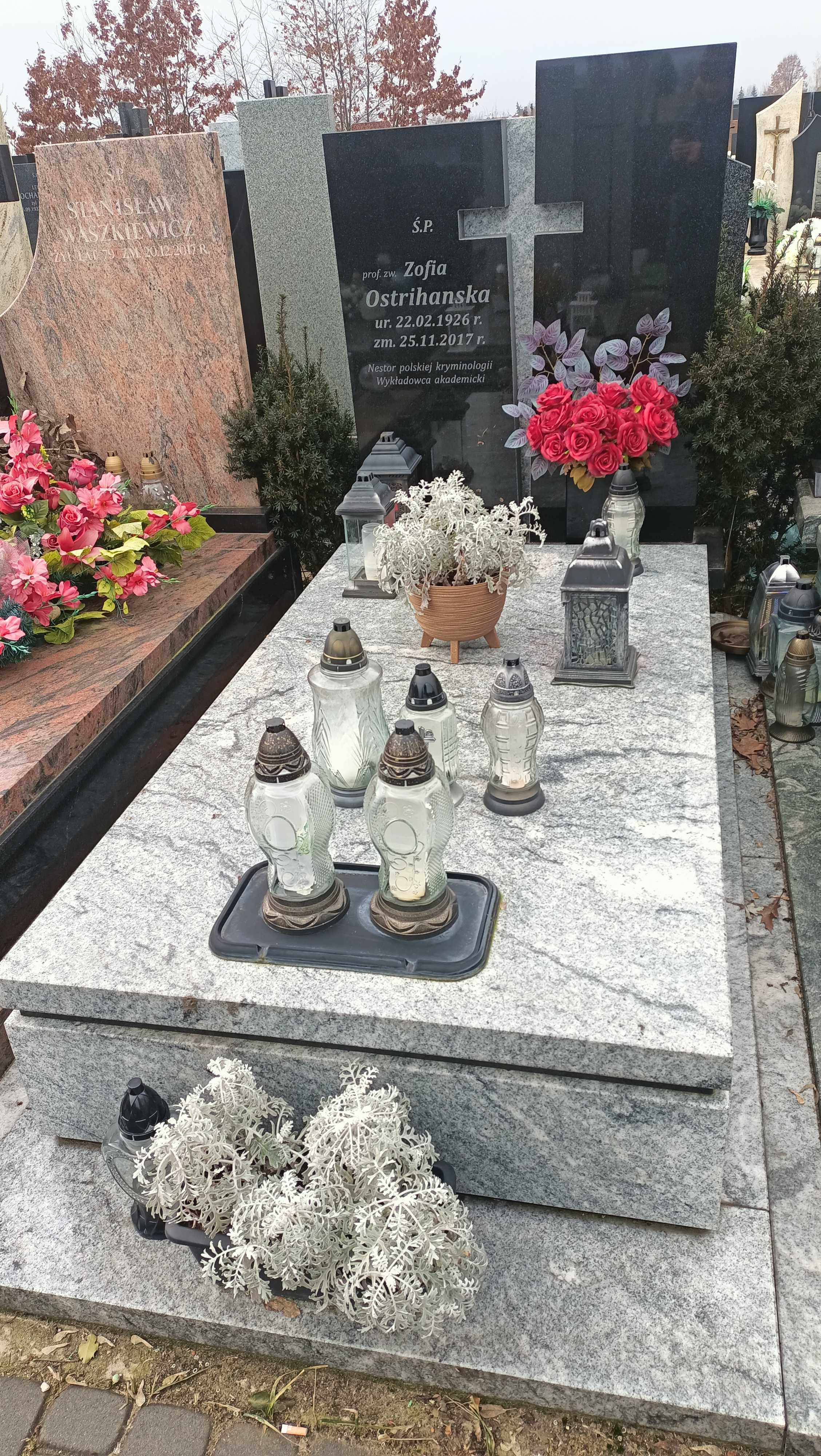
Grób Zofii Ostrihanskiej na cmentarzu w Pyrach

Zofia Ostrihanska (ur. 22 lutego 1926 w Toruniu, zm. 25 listopada 2017 w Piasecznie) – polska prawnik, profesor nauk prawnych, specjalizująca się w kryminologii, zwłaszcza w problematyce wiktymologii i kurateli sądowej.

## Życiorys
W 1938 ukończyła szkołę podstawową w Warszawie, w trakcie wojny wyjechała do Lwowa. Została wywieziona do Związku Radzieckiego. Stamtąd w 1942 przedostała się do Indii, gdzie w polskim obozie w Valivade ukończyła szkołę średnią i zdała maturę. W styczniu 1948 powróciła do Polski
W 1952 ukończyła studia psychologiczne, a w 1955 studia prawnicze na Uniwersytecie Warszawskim. Od 1949 pracowała jako zawodowy kurator sądowy przy Sądzie dla nieletnich dla m. st. Warszawy, następnie w Oddziale Oświaty Dzielnicowej Rady Narodowej Warszawa Stare Miasto.
Od 1955 była pracownikiem Instytutu Nauk Prawnych PAN, w Zakładzie Kryminologii, tam w 1965 obroniła pracę doktorską Problematyka prognozy społecznej w odniesieniu do nieletnich recydywistów oraz wyniki badań nad prognozą dotyczącą 180 recydywistów w wieku 15 — 26 lat wyróżnioną I nagrodą w konkursie pisma Państwo i Prawo. W 1977 habilitowała się na podstawie pracy Wielokrotni recydywiści w świetle badań kryminologicznych i psychologicznych, która otrzymała Nagrodę Sekretarza Wydziału I Polskiej Akademii Nauk, w latach 1984–1989 kierowała Zakładem Kryminologii INP PAN (który działał wówczas pod nazwą Instytut Państwa i Prawa PAN). W 1993 otrzymała tytuł profesora nauk prawnych. W 1997 przeszła na emeryturę w INP PAN.
Od 1985 pracowała równocześnie na Katolickim Uniwersytecie Lubelskim, w Katedrze Pedagogiki Specjalnej. W roku 2000 przeszła na emeryturę.
W swoich pracach zajmowała się m.in. młodzieżą niedostosowaną społecznie, w tym uwarunkowaniami nieprzystosowania i losami tej młodzieży (od lat 70. prowadziła badania wspólnie z Dobrochną Wójcik), a w latach 80. także kwestią penalizacji tzw. pasożytnictwa społecznego w kontekście ustawy z dnia 26 października 1982 r. o postępowaniu wobec osób uchylających się od pracy (z Ireną Rzeplińską). Badania te przyczyniły się do uchylenia tego aktu.
Opublikowała książki Młodociani sprawcy przestępstw o charakterze chuligańskim (1982 – z Barbarą Szamotą i Dobrochną Wójcik), Pasożytnictwo społeczne – stereotypy i fakty (1988 – z Ireną Rzeplińską), Losy uczniów nieprzystosowanych społecznie (1997), Praca z indywidualnym przypadkiem w nadzorze rodzinnego kuratora sądowego (1999 – z Anetą Greczuszkin).
Od 1998 była redaktorem naczelnym pisma Archiwum Kryminologii.
Pochowana 29 listopada 2017 w Pyrach.